# Vittorio Sicuri
Vitorio Sicuri (Parma, 25 de març de 1938 - Barcelona, 12 d'octubre de 2001) va ser un director de cors italià.
De jove aprengué a tocar l'acordió i el piano, però es guanyava la vida com a comptable. Cantava de manera semiprofessional en el cor del Teatro Regio de la seva ciutat natal. Va ingressar al Teatre Alla Scala de Milà com a mestre intern, per després exercir-se com a col·laborador del mestre Romano Gandolfi, titular del cor milanès. Amb ell va augmentar el coneixement i la pràctica en l'especialitat, fins que el 1975 va ingressar al cor del Teatro alla Scala de Milà en qualitat de director assistent. Poc després passà a ser-ne el director titular, càrrec que ocupà fins al 1982 i que li permeté de treballar amb els millors directors concertadors, directors d'escena. Col·laborà estretament amb compositors contemporanis com ara Karlheinz Stockhausen, Krzysztof Penderecki, Luigi Nono i Luciano Berio en la representació de diverses estrenes mundials. Entre 1975 i 1979 ´també dirigí el Festival Puccini de Torre del Lago.
La temporada 1982-1983 fou nomenat, amb Romano Gandolfi, co-director del cor del Gran Teatre del Liceu de Barcelona, càrrec en que romangué vuit anys i que li permeté elevar l'agrupació coral a una categoria internacional insòlita fins a aquell moment. El 1990 passà a dirigir el cor del Teatro Comunale de Florència i del Maggio Musicale Fiorentino, i el 1992 ocupà el càrrec de director titular interí del Teatro La Fenice de Venècia. El 1998 fou nomenat director musical del Teatro Colón (Buenos Aires), en el qual romangué fins a la seva mort.
Integrat a Catalunya, esdevingué un apassionat defensor del moviment sardanista i de tota la tradició folklòrica del país. El 1990, d'altra banda, havia estat guardonat amb el Premi Rodolfo Valentino atorgat pel govern italià com a divulgador de la seva cultura nadiua a l'estranger.